# Dicke Margarethe

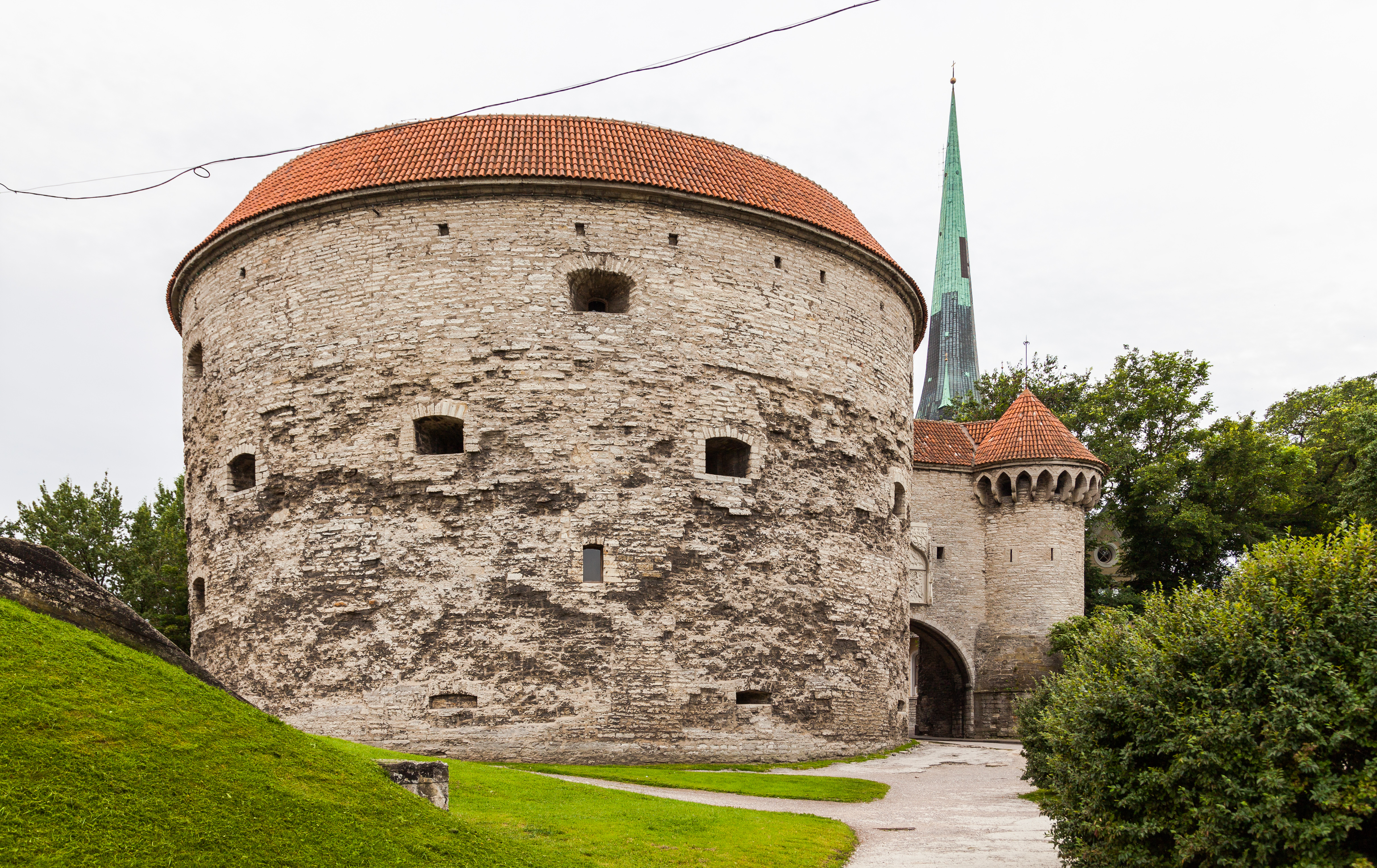
Dicke Margarethe

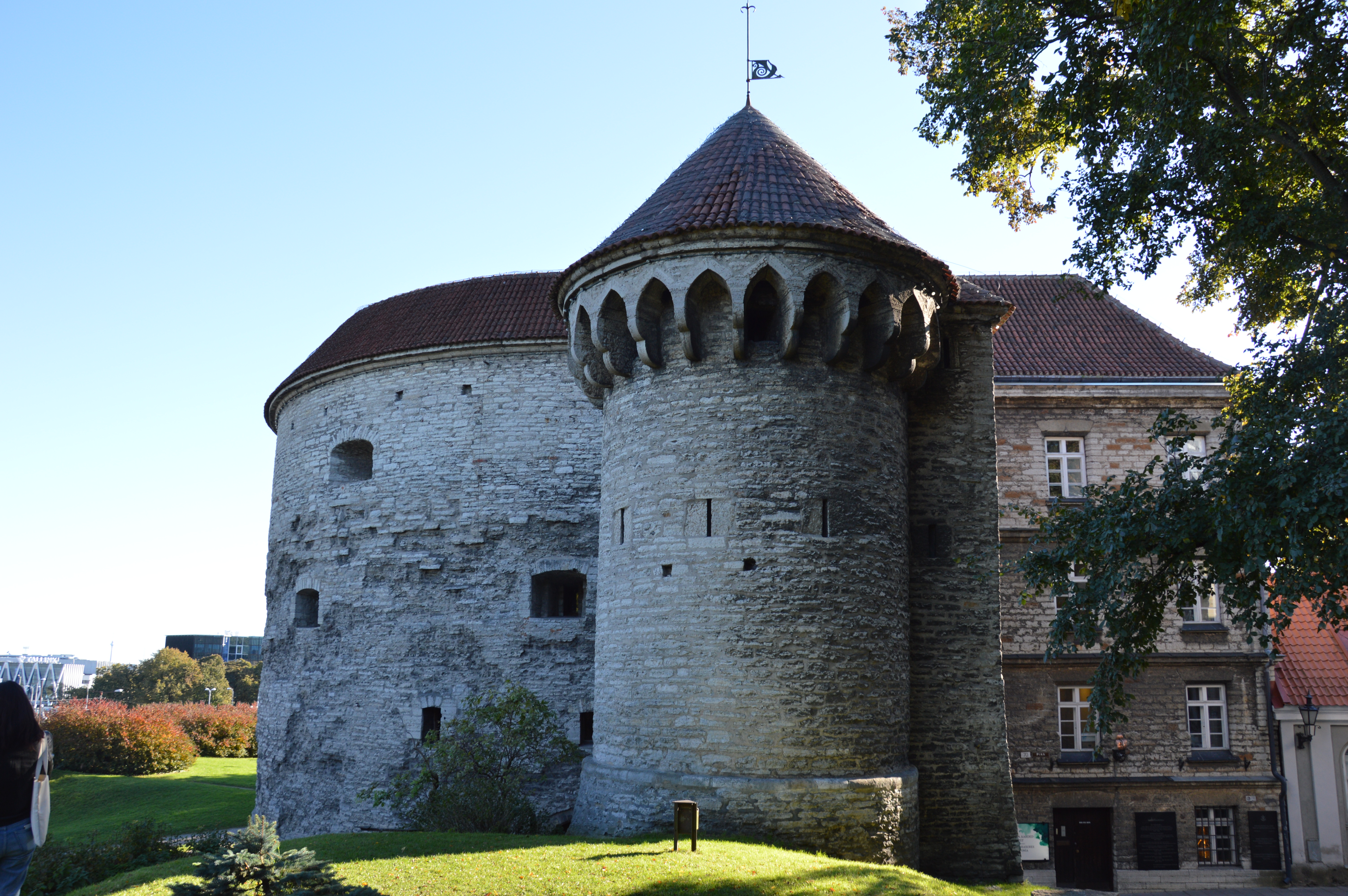
Blick von Osten

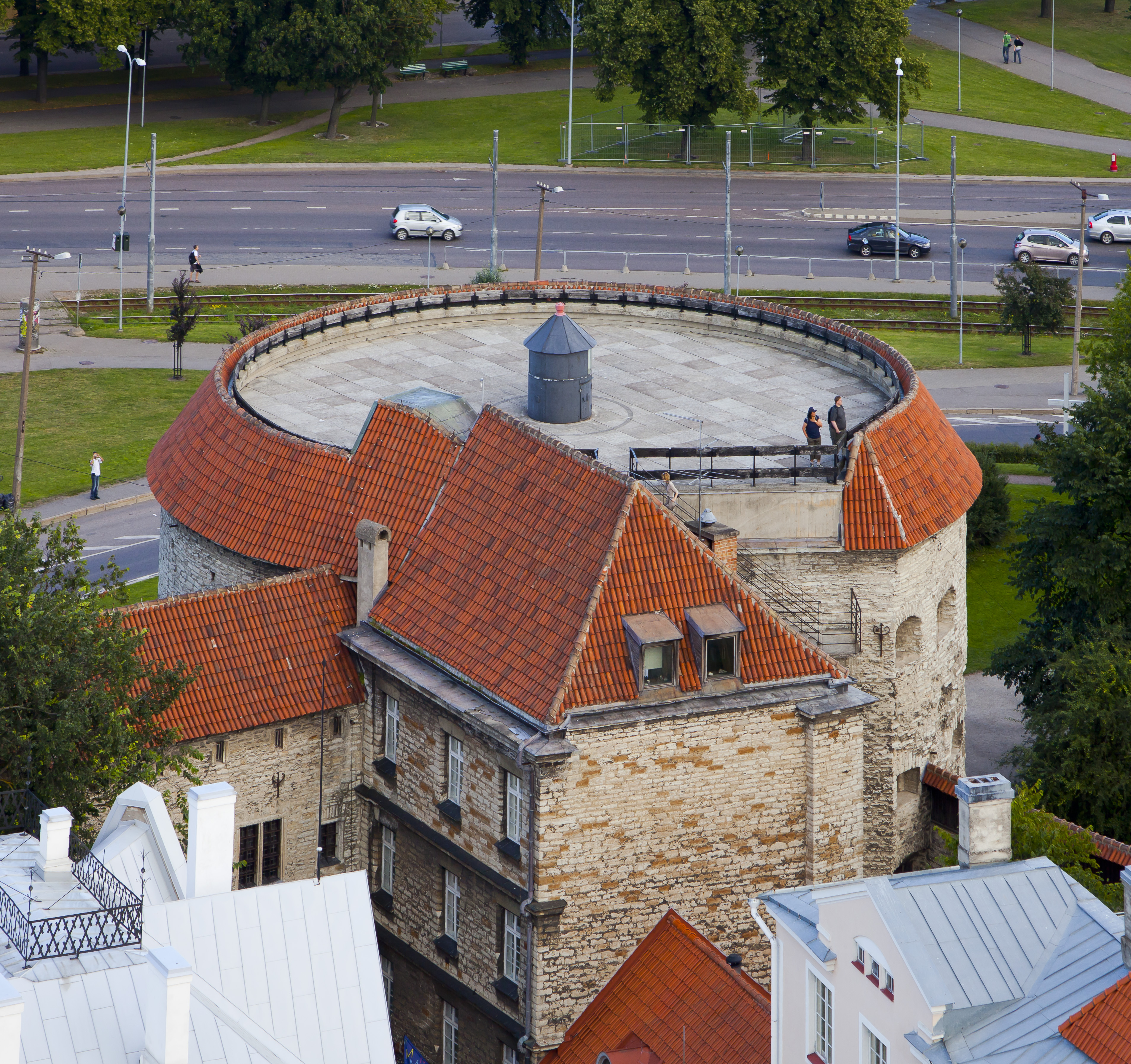
Blick auf die Dicke Margarethe

Die Dicke Margarethe (estnisch Paks Margareeta) ist ein Wehrturm der Revaler Stadtbefestigung in der estnischen Hauptstadt Tallinn (Reval).

## Lage
Der Turm steht am nördlichsten Punkt der Revaler Altstadt am Nordende der Langstraße (estnisch: Pikk). Unmittelbar westlich des Turms befindet sich das Stadttor Große Strandpforte. Im Turm ist heute das Estnische Seefahrtsmuseum ansässig. Etwas südlich der Dicken Margarethe steht der Stolting-Turm.

## Architektur und Geschichte
Der Bau des Turms begann im Jahr 1510, nach anderen Angaben 1511, im Zuge eines Ausbaus der Befestigungsanlagen Revals, die aufgrund der verbesserten Waffentechnik notwendig geworden war. Die Dicke Margarethe diente dabei als Geschützturm, mit dem Reval gegen Angriffe von der nahen Ostsee geschützt wurde. Zugleich sollte sie wohl aber auch von See her Anreisende beeindrucken. Die Außenmauern des Turms wurden mit einer Stärke von etwa fünf Metern bei einem Durchmesser des Turms von etwa 24 Metern ausgeführt. Die Höhe beträgt etwa 20 Meter, womit die Dicke Margarethe, für Türme eher ungewöhnlich, breiter ist als hoch. Anders als bei der älteren Stadtbefestigung verfügte die Dicke Margarethe auch bereits im ersten ihrer vier Stockwerke über Schießscharten. Die Fertigstellung des Turms erfolgte 1529, nach anderen Angaben 1530.
Nach mehrfachen Umbauten wurde der Turm als Arsenal genutzt. Zwölf Jahre diente er als Gefängnis, bis er dann jedoch ausbrannte. Am 22. Oktober 1965 wurde in einem Nebengebäude des Turms das Seefahrtsmuseum wiedereröffnet. Es bestand die Absicht, den zu diesem Zeitpunkt noch ruinösen Turm zu sanieren. Nach dem 1974 erfolgten Beschluss der Vergabe der Olympischen Sommerspiele 1980 nach Moskau wurde beschlossen, diverse historische Gebäude der Revaler Altstadt zu sanieren, da die olympischen Segelwettbewerbe in der Stadt stattfinden sollten. Darunter waren auch die Dicke Margarete und die Große Strandpforte. Anfang 1978 nahm die polnische Firma Budimex die Arbeiten auf. Die Bauarbeiten verzögerten sich jedoch. Das Museum wurde dann am 27. April 1981 eröffnet.
Vom Dach aus besteht eine Aussichtsmöglichkeit. Dort ist in den Sommermonaten auch ein Café eingerichtet.
Die Herkunft des Namens Margarethe ist unklar. Es gibt Vermutungen, dass sich der Name auf größere hier stationierte Kanonen bezog. Andere vermuten ein Bezug zu einer Köchin Margarethe, die hier gearbeitet haben soll.